# Родовища і рудопрояви рідкісних металів Донецької області
Родовища і рудопрояви рідкісних металів Донецької області — список:
Перспективними для розробки в умовах ринкової економіки є такі родовища:
1. Мазурівське рідкіснометалічне родовище (ніобій, тантал, цирконій, глинозем);
2. Азовське родовище (лантаноїди, ітрій, цирконій);
3. рудопрояв Кічіксу-Кирилівського рудного поля (вольфрам, молібден, золото, срібло);
4. рудопрояв Каплановський (молібден)
5. Володарське родовище (титан, ванадій, фосфор).
6. Родовище Балка Крута (літій, тантал);
7. Родовище Шевченківське (літій, цезій);
8. рудопрояв Катеринівський (ніобій, тантал, олово);
9. рудопрояв Стародубовський (ніобій, тантал);
10. Петрово-Гнутовське родовище (лантаноїди);
11. Анадольське родовище (лантаноїди);
12. Покрово-Киреєвське родовище (титан, ванадій);
13. Татарський розсип (циркон, ільменіт, рутил);
14. Мануїльський розсип (циркон, ільменіт, рутил);
15. Зачатьївський розсип (циркон, ільменіт, рутил);
16. Конксько-Ялинський розсипопрояв (циркон, ільменіт, рутил)
Економічні розрахунки, за попередніми результатами, свідчать про високу рентабельність виробництв, які будуть залучені до видобутку, переробки, отримання та використання рідкісних металів і рідкісних земель. Так, за даними Мінпромполітики, рентабельність гірничодобувної галузі становитиме 30 %, металургійної до 40 %, а приладобудівної та машинобудівної перевищувати 40 %.
Як першочергові об'єкти відпрацювання:
1. Відходи збагачувальної фабрики ХМФ ВАТ ММК ім. Ілліча;
2. Мазурівське родовище рідкісних металів;
3. Азовське родовище рідкісних земель.